# Verena Hanshaw
Verena Hanshaw, nata Aschauer (Vienna, 20 gennaio 1994), è una calciatrice austriaca, difensore del West Ham e della nazionale austriaca.

## Carriera

### Club
Nel 2018 passa all'1. Frauen-Fußball-Club Frankfurt, squadra poi assorbita dall'Eintracht Frankfurt nel 2020, diventandone la delegazione femminile ufficiale. Hanshaw gioca nella Frauen-Bundesliga fino al 2024, collezionando 114 presenze e 4 reti con la maglia dell'Eintracht, per poi trasferirsi nell'estate del 2024 alla Roma, nella Serie A italiana.
Il 21 gennaio 2025 viene ceduta a titolo definitivo al West Ham, militante nella Women Super League.

### Nazionale
Hanshaw viene selezionata dalla federazione calcistica dell'Austria per vestire la maglia delle nazionali giovanili, prima nella formazione Under-17, dove il 7 ottobre 2009 debutta in un torneo UEFA in occasione del primo turno di qualificazione all'edizione 2010 del campionato europeo di categoria, nell'incontro vinto 5-1 sulle pari età della Rep. Ceca, per poi passare alla Under-19 dove tra il 2011 e il 2013 nei soli tornei UEFA colleziona 9 presenze e segna 3 reti.
Sempre nel 2011 viene convocata nella nazionale maggiore con la quale non riesce a superare le fasi di qualificazione ai successivi campionati europei e mondiali. Inserita in rosa per l'edizione 2014 dell'Algarve Cup, condivide con le compagne il successo in Cyprus Cup nell'edizione 2016, primo torneo internazionale conquistato dalla nazionale femminile austriaca.
Il selezionatore Dominik Thalhammer, dopo averla utilizzata durante le fasi di qualificazione all'Europeo dei Paesi Bassi 2017, e dove la sua squadra grazie alle sue 5 reti (prima marcatrice austriaca di quella fase) ottiene il secondo posto nel gruppo 8 dietro alla Norvegia e l'accesso alla prima storica fase finale di un Europeo per la nazionale austriaca, la inserisce nella rosa definitiva della squadra venne annunciata il 1º luglio 2017 Hanshaw contribuisce al percorso che porta la sua nazionale fino alle semifinali conquistando la prima posizione del gruppo C davanti a Francia, Svizzera e Islanda. Incontrata ai quarti di finale la Spagna il 30 luglio, dopo che i tempi regolamentari si erano chiusi a reti inviolate, Hanshaw è la terza rigorista per la sua nazionale, battendo il portiere avversario Sandra Paños; la sequenza terminerà con cinque centri contro i tre delle spagnole (errore di Silvia Meseguer) e il conseguente passaggio del turno. La semifinale del 3 agosto è caratterizzata dall'occasione persa dall'Austria nel tentare di chiudere la partita con la Danimarca quando al 19' Sarah Puntigam fallisce il rigore concesso sul fallo in area di Maja Kildemoes; finiti i tempi regolamentari sullo 0-0 si torna ai calci di rigore, ma questa volta le austriache non riescono a realizzare alcuna rete dal dischetto con la sequenza che si ferma ad Hanshaw, con le danesi che passano il turno. Il 7 agosto 2017 viene inserita nella UEFA Squad of the Tournament, unica atleta austriaca tra le migliori calciatrici del torneo.

## Statistiche

### Presenze e reti nei club
Statistiche (parziali) aggiornate al 15 gennaio 2025.
| Stagione                     | Squadra                      | Campionato                   | Campionato | Campionato | Coppe nazionali | Coppe nazionali | Coppe nazionali | Coppe internazionali | Coppe internazionali | Coppe internazionali | Altre coppe | Altre coppe | Altre coppe | Totale | Totale |
| Stagione                     | Squadra                      | Comp                         | Pres       | Reti       | Comp            | Pres            | Reti            | Comp                 | Pres                 | Reti                 | Comp        | Pres        | Reti        | Pres   | Reti   |
| ---------------------------- | ---------------------------- | ---------------------------- | ---------- | ---------- | --------------- | --------------- | --------------- | -------------------- | -------------------- | -------------------- | ----------- | ----------- | ----------- | ------ | ------ |
| 2010-2011                    | Herforder                    | BL                           | 19         | 1          | CG              | 2               | 0               |                      | -                    | -                    |             | -           | -           | 21     | 1      |
| 2011-2012                    | Cloppenburg                  | 2.BL                         | 18         | 2          | CG              | 2               | 2               |                      | -                    | -                    |             | -           | -           | 20     | 4      |
| 2012-2013                    | Cloppenburg                  | 2.BL                         | 21         | 7          | CG              | 2               | 3               |                      | -                    | -                    |             | -           | -           | 23     | 10     |
| 2013-2014                    | Cloppenburg                  | BL                           | 21         | 1          | CG              | 4               | 0               |                      | -                    | -                    |             | -           | -           | 25     | 1      |
| Totale Cloppenburg           | Totale Cloppenburg           | Totale Cloppenburg           | 60         | 10         |                 | 8               | 5               |                      | -                    | -                    |             | -           | -           | 68     | 15     |
| 2014-2015                    | Friburgo                     | BL                           | 8          | 0          | CG              | 1               | 0               |                      | -                    | -                    |             | -           | -           | 9      | 0      |
| 2015-2016                    | Friburgo                     | BL                           | 18         | 0          | CG              | 4               | 0               |                      | -                    | -                    |             | -           | -           | 22     | 0      |
| Totale Friburgo              | Totale Friburgo              | Totale Friburgo              | 26         | 0          |                 | 5               | 0               |                      | -                    | -                    |             | -           | -           | 31     | 0      |
| 2016-2017                    | Sand                         | BL                           | 18         | 1          | CG              | 6               | 2               |                      | -                    | -                    |             | -           | -           | 24     | 3      |
| 2017-2018                    | Sand                         | BL                           | 17         | 5          | CG              | 2               | 1               |                      | -                    | -                    |             | -           | -           | 19     | 6      |
| Totale Sand                  | Totale Sand                  | Totale Sand                  | 35         | 6          |                 | 8               | 3               |                      | -                    | -                    |             | -           | -           | 43     | 9      |
| 2018-2019                    | 1. FFC Francoforte           | BL                           | 21         | 0          | CG              | 3               | 0               |                      | -                    | -                    |             | -           | -           | 24     | 0      |
| 2019-2020                    | 1. FFC Francoforte           | BL                           | 20         | 1          | CG              | 2               | 0               |                      | -                    | -                    |             | -           | -           | 22     | 1      |
| Totale 1. FFC Francoforte    | Totale 1. FFC Francoforte    | Totale 1. FFC Francoforte    | 41         | 1          |                 | 5               | 0               |                      | -                    | -                    |             | -           | -           | 46     | 1      |
| 2020-2021                    | Eintracht Francoforte        | BL                           | 13         | 1          | CG              | -               | -               |                      | -                    | -                    |             | -           | -           | 13     | 1      |
| 2021-2022                    | Eintracht Francoforte        | BL                           | 20         | 2          | CG              | 2               | 0               |                      | -                    | -                    |             | -           | -           | 22     | 2      |
| 2022-2023                    | Eintracht Francoforte        | BL                           | 20         | 0          | CG              | -               | -               | UWCL                 | 2                    | 0                    |             | -           | -           | 22     | 0      |
| 2023-2024                    | Eintracht Francoforte        | BL                           | 22         | 0          | CG              | 3               | 1               | UWCL                 | 10                   | 0                    |             | -           | -           | 35     | 1      |
| Totale Eintracht Francoforte | Totale Eintracht Francoforte | Totale Eintracht Francoforte | 75         | 3          |                 | 5               | 1               |                      | 12                   | 0                    |             | -           | -           | 92     | 4      |
| 2024-gen. 2025               | Roma                         | A                            | 10         | 0          | CI              | 2               | 0               | UWCL                 | 2                    | 0                    | SI          | 1           | 0           | 15     | 0      |
| gen.-giu. 2025               | West Ham                     | WSL                          | 0          | 0          | CI              | 0               | 0               |                      | -                    | -                    | CL          | -           | -           | 0      | 0      |
| Totale carriera              | Totale carriera              | Totale carriera              | 266        | 21         |                 | 35              | 8               |                      | 14                   | 0                    |             | 1           | 0           | 316    | 29     |

## Palmarès

### Club
- Campionato tedesco di seconda divisione: 1

Cloppenburg: 2012-2013
- Supercoppa italiana: 1

Roma: 2024

### Nazionale
- Cyprus Cup: 1

2016

### Individuali
- UEFA Squad of the Tournament: 1

Europeo dei Paesi Bassi 2017